# Heartbreaker (nummer van Dionne Warwick)
Heartbreaker is een nummer van de Amerikaanse zangeres Dionne Warwick uit 1982. Het is de titeltrack van haar album Heartbreaker uit 1982. 
Heartbreaker is geschreven door Barry, Robin en Maurice Gibb van de Bee Gees. Hierbij vermengden ze de twee muziekstijlen waar het songwritertrio om bekend stond: de duidelijke couplet- en refreinstructuur waar Robin en Maurice de voorkeur aan gaven en de langere coupletten waar Barry de voorkeur aan gaf.
Barry Gibb is ook als achtergrondzanger te horen op de hit van Warwick. De Bee Gees hebben zelf het nummer twee keer opgenomen. In eerste instantie als demoversie, gezongen door Barry Gibb. Deze werd pas in 2006 uitgebracht toen het verscheen op The Heartbreaker Demos. Daarnaast heeft de band in 1994 ook een studio-opname gemaakt, die in 2001 onderdeel werd van het verzamelalbum Their Greatest Hits: The Record.
Warwick heeft in een interview aangegeven dat ze zelf niet weg was van Heartbreaker maar het toch opgenomen had omdat ze vertrouwde op het muzikale instinct van de gebroeders Gibb. De versie van Warwick bereikte de top tien in meer dan een dozijn landen en werd daarmee een van haar grootste hits. Wereldwijd zijn er naar schatting 4 miljoen singles verkocht. In de Nederlandse Top 40 werd de vijfde plek behaald, in de Vlaamse Ultratop 50 de derde.

## NPO Radio 2 Top 2000
| Nummer met noteringen in de NPO Radio 2 Top 2000 | '99  | '00  | '01  | '02  | '03  | '04  | '05  |
| ------------------------------------------------ | ---- | ---- | ---- | ---- | ---- | ---- | ---- |
| Heartbreaker (Dionne Warwick)                    | 1613 | 1496 | 1915 | 1860 | 1847 | 1735 | 1928 |

1. ↑  Een vetgedrukt getal geeft de hoogste notering aan.
2. ↑  Deze tabel is bijgewerkt tot en met de laatste editie (2024).